# Alfa-litička endopeptidaza
Alfa-litička endopeptidaza (EC 3.4.21.12, miksobakter alfa-litička proteinaza, alfa-litička proteinaza, alfa-litička proteaza, Mycobakterija sorangium alfa-litička proteinaza, Myxobacter 495 alfa-litička proteinaza, Myxobacter alfa-litička proteinaza) je enzim. Ovaj enzim katalizuje sledeću hemijsku reakciju
Preferentno odvajanje: Ala-, Val- u bakterijskim ćelijskim zidovima, elastinu i drugim proteinima
Ovaj enzim je izolovan iz miksobakterije Lysobacter enzimogena.

## Spoljašnje veze
- Alpha-lytic+endopeptidase на 